# Богићевица
Богићевица је планина која се простире на територијама Црне Горе, Србије и Албаније. У Црној Гори налази се њен већи део, а пружа се источно од града Плава према Косову и Метохији. На месту где се додирују границе Црне Горе, Србије и Албаније постоји врх који се назива Тромеђа (2 366 m), где је гранични камен. Највиши врх планине је Маја Ропс (2 501 m) који је на територији Србије. Поред овог врха истичу се Крш Богићевица (2 374 m) и Хридски крш (2 358 m).

## Први балкански рат
Планина је позната по маршу јединица Црногорске војске, у првом балканском рату новембра 1912. Пребацујући делове Источног одреда Црногорске војске у рејон Скадра, командант одреда бригадир Јанко Вукотић кренуо је са Колашинском и Дурмиторском бригадом 12. новембра на извршење задатка. Услед снежне вејавице планину је савладала само претходница, а главнина се задржала у шуми, где је преноћила изложена жестокој хладноћи. Сутрадан, пошто је претходница пристигла у помоћ, главнина је прешла планину.
Од 120 војника којима је пружена лекарска помоћ, умрла су 82, а у сметовима је изгубљено неколико топова и готово сва комора.